# 布莱克浦塔
布莱克浦塔（英語：The Blackpool Tower）是位於英國英格蘭蘭開夏郡布莱克浦的一座觀光設施。落成之時是全大英帝國最高的建築物。

## 历史
開業於1894年5月14日，外觀模仿法國巴黎的埃菲爾鐵塔。布莱克浦塔高158米，是英國的一級保護建築。布莱克浦塔也是一座電波塔。